# Зрачок Аргайла Робертсона
 Зрачок Аргайла Робертсона  («АR-зрачок» или в просторечии — «Зрачок проститутки» (англ. Prostitute's Pupil)) — двусторонние маленькие зрачки, которые уменьшаются в размерах, когда пациент фокусирует взгляд на близком объекте («аккомодируют»), но не сужаются при воздействии яркого света (не «реагируют» на свет). Это очень специфический признак нейросифилиса, а также может быть признаком диабетической нейропатии. В общем, зрачки, что «аккомодируют, но не реагируют», так говорят, чтобы охарактеризовать ресничный узел — то есть, отсутствие его миотической реакции на свет, как прямой, так и согласованной, с сохранением миотической реакции на ближайший стимул (аккомодация-конвергенция).  Существует постоянный интерес у патофизиологии, но нехватка случаев затрудняет текущие исследования.

## История
В начале 20-го века, Уильям Джон Ади (англ. William John Adie) описал второй тип зрачка, который может «аккомодировать, но не реагировать». Тоник-зрачок Ади, как правило, связан с доброкачественной периферической невропатией (синдром Ади), а не с сифилисом.
Когда пенициллин стал широко доступен в 1940 году, распространенность АR-зрачков (которые развиваются только после десятилетий необработанной инфекции) резко сократилось. AR-зрачки сейчас довольно редки. У пациента, зрачок которого «аккомодирует, но не реагирует», почти всегда оказывается тоник-зрачок, а не AR-зрачок.
В 1950 году Лоуэнфельд (англ. Loewenfeld) выявил различие между двумя типами зрачков, тщательно наблюдая как зрачки сжимаются при близком расстоянии. Ближний отклик АR-зрачков был живой и непосредственный, у тоник-зрачков — медленный и продолжительный.

## Патофизиология
Два различных типа ближних отклика вызваны различными процессами основного заболевания. Зрачок Ади вызван повреждением периферических путей к зрачку (парасимпатические нейроны в цилиарном ганглии, которые вызывают сужение зрачков на яркий свет и близкое расстояние). Патофизиологический механизм, который приводит к зрачку Аргайла Робертсона остается неясным. Исследования не выявили фокусной локализации поражения. Исследования сосредоточены на ростралях среднего мозга в непосредственной близости от головного водопровода третьего желудочка как на наиболее вероятной области повреждения. Поражение в этой области будет включать эфферентность зрачковых волокон на спинной части ядра Эдингера-Вестфаля (связанных с действием света), щадя волокна, связанные с ближним откликом, лежащие чуть более вентрально. Точное отношение сифилиса к двум типам зрачков (AR-зрачков и тоник-зрачков) не известно в настоящее время. Старая литература по АR-зрачкам не сообщает подробностей сужения зрачков (быструю по сравнению с тоник), по которым можно было бы отличать AR-зрачки от тоник-зрачков. Тоник-зрачки могут произойти от нейросифилиса. Неизвестно, сам ли нейросифилис (инфекция бледной трепонемы) может вызывать тоник-зрачки, или тоник-зрачки при сифилисе просто отражают сосуществующую периферическую нейропатию.
Томпсон и Кардон (2006) представили обобщённый обзор:
Данные, подтверждающие состояние среднего мозга как причину АR-зрачков, предусматривают определение Лоуэнфельда об АR-зрачках как маленьких зрачках, которые плохо реагируют на свет и при этом, кажется, сохраняют нормальный зрачковый отклик на близлежащие объекты, — безусловно, не тоник.
Для решения вопроса о том, является ли AR-зрачок центрального или периферического происхождения, потребуется выполнение просвечивания радужной оболочки (или увеличенный просмотр щелевой лампой) у значительного числа пациентов, которые имеют диссоциацию зрачков типа яркий-ближний, возможно, во многих регионах мира.

## Синдром Парино
Третья причина диссоциации ярко-близко —  синдром Парино (фр. Parinaud), также называемый  синдром среднего мозга. Это редкий синдром включает в себя паралич вертикального взгляда, связанный со зрачками, что «аккомодируют, но не реагируют». Причины синдрома Парино включают опухоль мозга (пинеалома), рассеянный склероз и инфаркт мозга.
Из-за отсутствия деталей в старой литературе и дефицитом АR-зрачков в настоящее время, не известно, может ли сифилис вызвать синдром Парино. Также неизвестно, отличаются ли AR-зрачки от зрачков, наблюдаемых при других поражениях среднего мозга.